# Sergentomyia kachekensis
Sergentomyia kachekensis är en tvåvingeart som först beskrevs av Yao och Wu 1940.  Sergentomyia kachekensis ingår i släktet Sergentomyia och familjen fjärilsmyggor. Inga underarter finns listade i Catalogue of Life.